# Big Bud 747

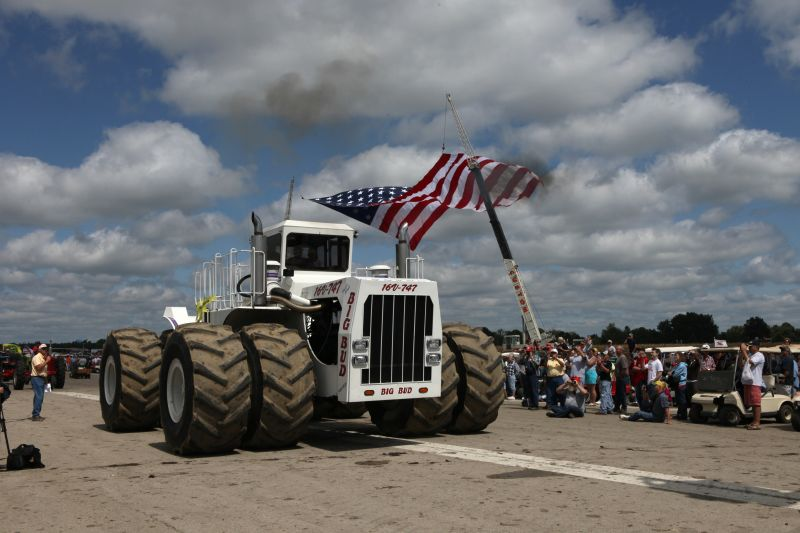
Il trattore Big Bud 747 visto in prospettiva.

Il Big Bud 747 o 16V-747 Big Bud è un trattore agricolo di grandi dimensioni costruito artigianalmente nel 1977 nella cittadina statunitense di Havre nello stato del Montana. Secondo i proprietari e gli espositori locali, questa macchina è considerata la trattrice agricola più grande del mondo, essendo circa due volte più grande dei più grandi trattori di produzione industriale presenti sul mercato.

## Storia
I primi due trattori Big Bud usciti dallo stabilimento di Havre nel Montana nel 1968 furono codificati come serie 250 e vennero acquistati dall'azienda agricola Leonard M. Semenza of Semenza Farms situata tra Fort Benton e Chester per lavorare una superficie di 35.000 acri (corrispondenti a circa 14.164 ettari).
Il Big Bud 747 venne originariamente progettato nel 1977 da Wilbur Hensler e costruito da Ron Harmon alla Northern Manufacturing Company di Havre, nel Montana. L'esemplare venne consegnato nel giugno 1978 con un costo di 300.000 dollari. Il trattore era stato commissionato dai fratelli Rossi, coltivatori di cotone di Bakersfield, in California, che necessitavano di un trattore con una potenza compresa tra i 750 e i 900 cavalli capace di sostituire tre cingolati Caterpillar D9.
I fratelli Rossi utilizzarono il Big Bud 747 fino al 1985 per poi venderlo alle Willowbrook Farms di Indialantic, in Florida, con l'intenzione di utilizzarlo anche loro per operazioni di dissodamento profondo del suolo.
Dopo un periodo di inutilizzo, il trattore venne acquistato da Robert e Randy Williams di Big Sandy, in Montana, un piccolo centro distante circa cento chilometri dal luogo in cui venne costruito nel 1978. I fratelli Williams, dopo alcune modifiche che portarono il motore a una potenza di 1000 cavalli, lo utilizzarono nella loro azienda agricola di Chouteau County per trainare un coltivatore da 24 metri, capace di coprire una superficie di 0,53 ettari al minuto a una velocità che poteva raggiungere i 13 km/h.
Il fallimento nel 2000 della United Tire Company of Canada, l'impresa produttrice degli speciali pneumatici, contribuì alla decisione di cessare l'utilizzo regolare del trattore nel luglio 2009 per spostarlo in un museo. Il trattore venne inizialmente messo in mostra allo Heartland Acres Agribition Center di Independence, in Iowa, e nel 2014 venne trasferito al Heartland Museum di Clarion, sempre in Iowa, dove è alloggiato in un capannone dedicato costruito dal museo nel 2013. Il trattore rimane di proprietà dei fratelli Williams ed è solamente concesso al museo in prestito di durata indefinita.
Qualche mese fa nel giugno del 2020 a più di 10 anni da quella che doveva essere la sua pensione, fa la sua ricomparsa: i cerchioni del 747 sono stati sostituiti in modo da consentirgli di montare gomme Goodyear leggermente più piccole delle originali. A settembre scorso il Big Bud è tornato nella fattoria dei Williams trainando nuovamente un aratro da ben 24 metri di larghezza.

## Paragone con altre macchine agricole
Il Big Bud può essere paragonato per stazza e mole con un altro trattore di fabbricazione seriale, come il più recente John Deere 9630; Quest'ultimo però eroga la metà della potenza e monta un peso di zavorra ridotto.
Estrapolando le varie regole empiriche, dove si afferma che: l'efficienza dei trattori viene misurata in base alla dimensione dell'aratro che possono trainare. , il Big Bud 747 è in grado di trainare un aratro con 50 vomeri, nonostante questa teoria non sia una tra le convenzioni più pratiche.

## Dati tecnici

### Generali
- Altezza: 4,3 metri alla sommità della cabina
- Lunghezza: 8,2 metri al telaio; 8,69 metri fino alla fine del gancio di attacco
- Larghezza: 4,06 metri fino ai paraurti; 6,35 metri fino alla fine dei doppi pneumatici
- Interasse: 4,95 metri
- Pneumatici: 2,4 metri di diametro; 1.010 millimetri di larghezza
- Massa: 43.000 chilogrammi a vuoto; più di 45.000 chilogrammi con il serbatoio pieno (3.800 litri di carburante); più di 61.000 chilogrammi con tutte le zavorre

### Serbatoi
- Carburante: 3.800 litri di gasolio
- Olio idraulico: 570 litri

### Motore
- Tipologia: Detroit Diesel 16V92T, 16 cilindri, 2 tempi
- Potenza: originariamente 760 cavalli (570 kW), successivamente portati prima a 860 cavalli (640 kW), poi a 960 cavalli (720 kW) e attualmente a 1.100 cavalli (820 kW).
- Cilindrata: 24,1 litri, pari a 1,5 litri per cilindro
- sovralimentazione due turbocompressori e due compressori volumetrici
- Starter: 24 volt; tutte le altre parti elettriche sono a 12 volt
- Alternatore: 75 ampere

### Trasmissione
- Marce avanti: 6
- Marce indietro: 1
- Coppia motrice: 4.200 N⋅m a 3.400 giri al minuto

### Altri
- Dotazioni in cabina: aria condizionata e riscaldamento; tergicristalli; doppio sedile; radio AM/FM e sistema stereo a 8 tracce.